# مسجد میانده
مسجد میانده مربوط به دوره صفوی است و در بشرویه، بافت قدیمی شهر، محله میانده قرار دارد. این اثر در تاریخ ۸ مرداد ۱۳۸۱ با شمارهٔ ثبت ۵۹۰۸ به‌عنوان یکی از آثار ملی ایران به ثبت رسیده است.

## معماری
طبق کتیبه بنا، مسجد مربوط به دوره صفویه است. مسجد به‌صورت تک‌ایوانی است. بر روی ایوان بزرگ مسجد آیاتی از قرآن مجید به خط کوفی نوشته شده‌ است. سقف ایوان‌ها و شبستان مسجد کاملاً هلالی‌‌شکل است و در سردر ورودی آن، روی سنگ بزرگی اشعاری بیان‌کننده زمان ساخت بنا حک شده‌ است. بنا فاقد کاشی‌‌کاری است.